# 대장균의 장기간 진화 실험

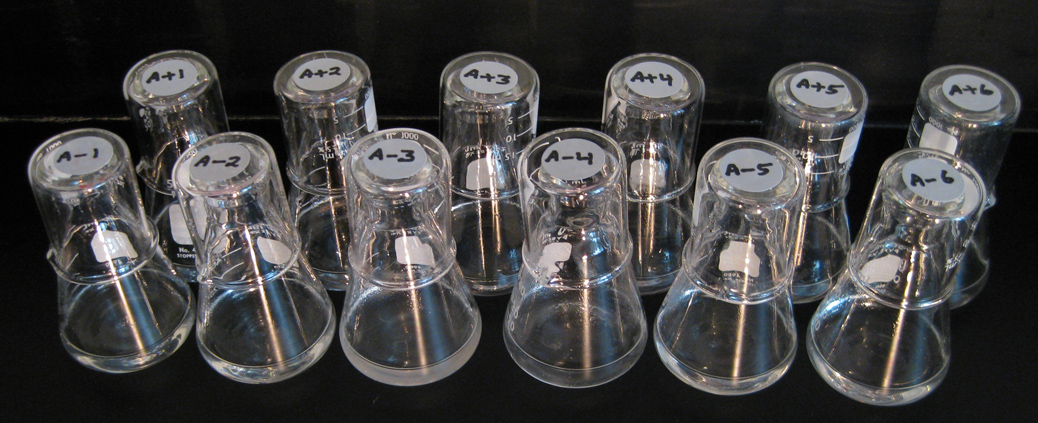
2008년 6월 25일의 12개 세트의 진화된 대장균.

대장균의 장기간 진화 실험(영어: E. coli long-term evolution experiment)은 1988년 2월 24일부터 리차드 렌스키가 진행하고 있는 실험적 진화 연구로 최초 12개의 동일한 대장균의 유전적 변화의 관찰을 위한 실험이다. 이 인구는 2010년 2월에 5만 개를 넘어섰다. 2014년 4월에는 6만 세대를 달성했으며 2016년 6월 65,000세대에 달성했다.
실험 시작 이후, 렌스키는 광범위한 유전적 진화가 일부 몇몇 개체군에서만 보이는 것도 있으나, 전반적인 진화적 적응이 12개 개체군 모두에 나타났음을 관찰했다. 한가지 놀라운 변화가 대장균에서 나타났는데, 원래는 시트르산을 산소가 없는 환경에서만 에너지원으로 사용하던 대장균이 산소가 있는 환경에서도 시트르산을 이용하게 되었다.

## 실험적 접근

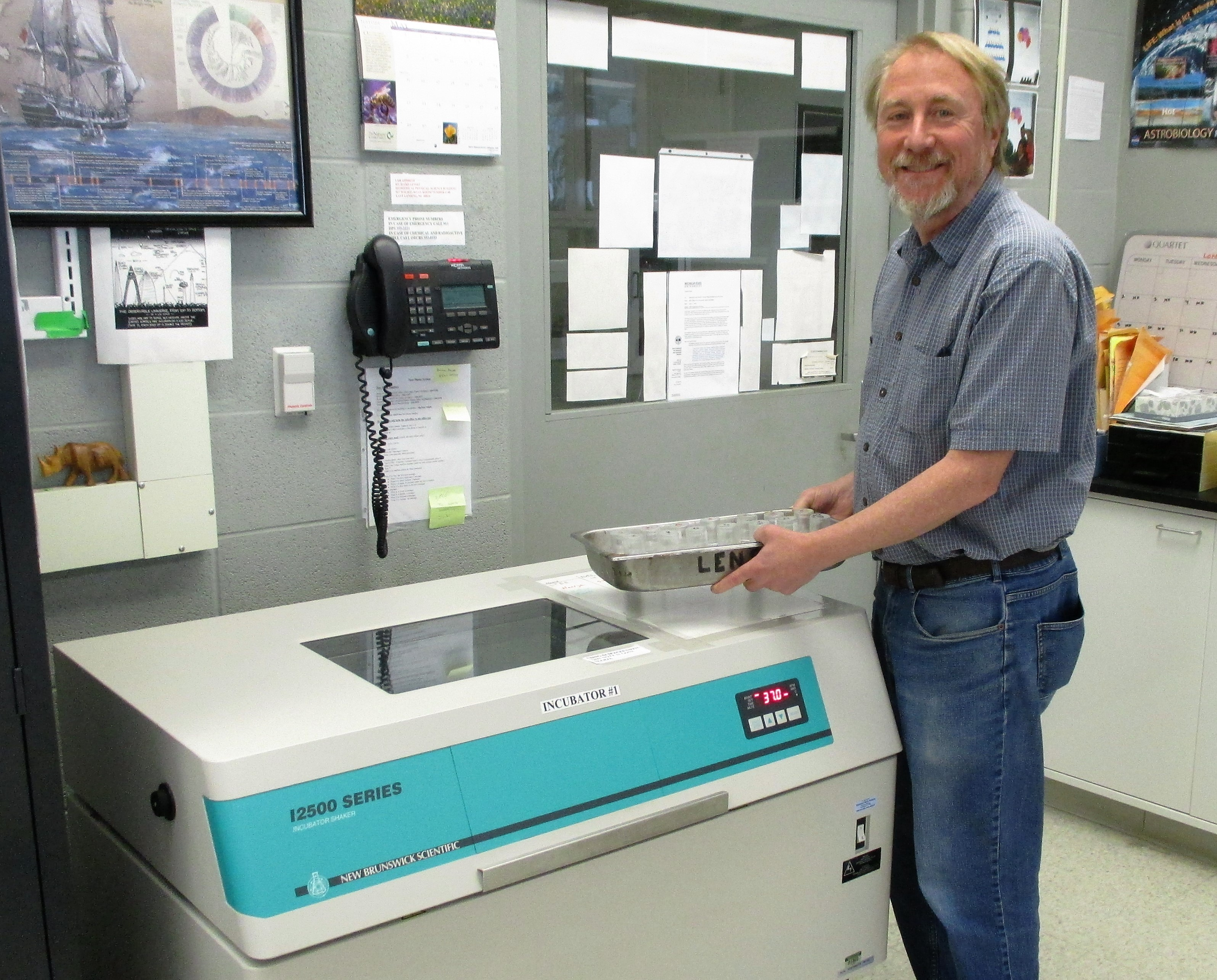
2016년 5월, 미생물 배양기 앞에 서 있는 렌스키 박사.

이 장기 진화 실험의 중심 질문은 진화생물학의 핵심적인 몇몇 문제인 시간에 따라 진화의 정도가 어떻게 변하는가, 진화된 정도가 동일 환경에서 재현 가능한 정도는 어느 정도인가, 진화에서 표현형과 유전체의 관계에 관한 문제의 실험적 증거를 제공하기 위해 시행되었다.
대장균을 실험 유기체로 사용한 이유는 상대적으로 대장균이 짧은 시간에 많은 개체와 자손을 번식하고, 실험절차가 간단하기 때문이다 (분자생물학에서 대장균의 이용은 수십 년 동안 정리됨). 또한, 박테리아는 언제든지 냉동보존할 수 있고, 다시 살릴 수 있으며, 사료가 오염되었거나 실험에 방해가 되는 경우 최근 개체로 다시 시작할 수 있기 때문에 렌스키 박사는 이를 "냉동 화석 기록"으로 묘사했다. 렌스키 박사는 접합 없이 무성 생식만을 하는 대장균을 이용했는데, 이는 연구를 돌연변이 이외의 진화에 영향을 주는 다른 요소로부터 분리시킴으로써 유전자 표지를 이용하여 공통조상으로부터 진화해왔음을 보여줄 수 있기 때문이다.

### 방법
각각의 12개 개체군은 미시간 주립 대학교에 있는 렌스키의 연구실에서 최소 증식배지에서 배양되고 있다. 각 개체군에는 시트르산과 약간의 포도당이 에너지원으로 제공 되며, 매일 각 개체군의 1%가 신선한 증식배지의 플라스크로 이전된다. 각 개체군에서 500세대 (75일)마다 대표 샘플이 저온보호물질인 글리세롤로 냉동된다. 개체군은 정기적으로 적응도의 변화 검사 및 보충 실험을 하며 정기적으로 개체군의 흥미로운 변화가 관찰된다. 2010년 2월 기준으로, "대장균" 개체군은 5만여 세대까지 도달했으며, 다양한 변이들이 발생했다는 점이 알려져 있다.
렌스키의 대장균 장기 진화 실험은 1966년 시무어 레데르버그와 브루스 레빈(1972년 WHO의 박테리아 생체 실험 참여)를 통한 "스트레인 Bc251"에서 나왔다. 이 유전자의 변이에는 T6r, Strr, r−m−, Ara−(아라비노스에서 성장 불가능)이 발현되었다. 실험을 시작하기 전에, 렌스키는 스트레인에서 Ara+ 변형을 준비하고 ("ARA" 오페론으로 아라비노스에서 성장이 가능하게 하는 점 돌연변이.) 초기 6개 개체군에서 Ara−이 있고, 나머지 6개 개체군에서 Ara+ 변형을 하고, 이는 두 개체군을 차별화하여 서로의 적합함에 대해 검사할 수 있었다. 고유한 유전자 마커는 이후 각 변형을 확인할 수 있을 만큼 진화했다.

## 결과
실험 초기에는 몇몇 공통된 진화적 전개가 이루어졌다. 각 개체군의 평균 적응은 조상과 비교했을 때 빨라졌고, 처음에는 빨랐으나 2만 세대가 가까워졌을 때부터는 둔화되었다(이 당시, 조상보다 70% 빠르게 성장했다). 모든 개체군의 부피는 증가하였고, 최대 개체군 밀도는 낮아졌으며 모두 포도당을 사용하는 환경에 적응하였다. 12 개체 중 4개의 개체는 DNA 복구능력이 감소하여 이 혈통에서 변종 비율이 빠르게 증가했다. 비록 각 개체군에서 최소 2만 세대 동안 수백만 개의 변이가 나타났지만 약 10-20개의 우성 돌연변이가 고정되며 100개 이하의 돌연변이(중립 돌연변이 포함)이 각각의 개체군에서 정착했다는 점을 밝혀내었다.

### Ara-3 개체군의 구연산 이용 진화 발생
2008년, 렌스키와 그들의 일원들은 12개 개체군 중 하나에서 박테리아가 시트르산염을 에너지 자원으로 활용하는 중요한 적응을 관찰했다. 자연의 대장균은 일반적으로 산소가 있을 때 시트르산을 세포 외부에서 내부로 옮기는 것이 불가능하다(TCA 회로로 병합한 다음 가능). 이 결과, 산소가 있을 때 시트르산염에서의 성장 지연은 이 종을 정의하는 특성이므로 살모넬라와 구분하는 중요한 특성이 된다. 33127 세대 근방에서, 실험자중은 샘플 중 하나에서 증식배지에서 철분을 획득하여 시트르산염에서 성장할 수 있는 클론을 이 개체군에서 발견하여 개체군수가 급격하게 증가한 것을 발견했다. 이전 냉동된 개체군의 샘플 실험을 통해 시트르산염을 이용하는 변이가 31,000에서 31,500 세대 사이의 어떤 지점에서 진화됨을 발견하였다. 그들은 이 개체군에게 유일한 수많은 유전자 표지를 이용하여 구연산 염을 이용하는 대장균이 오염될 가능성을 방지하였다. 마찬가지로 그들은 시트르산염을 이용하는 능력이 개체군 역사 중 예전에 고립된 유전적으로 완전히 동일한 클론에서 자발적으로 재진화 할 수 있음을 발견하였다. 심지어 구연산 염 이용 재진화가 가능한 이러한 클론에서도, 이 능력은 1조 세포당 한 번의 비율로 나타난다. 저자는 이 한 개체군에서 시트르산염 이용의 진화가 이전 것에 좌우된다는 점을 지적하는 이러한 결과가, 구연산 염 이용에 접근가능한 정도(구연산 염 이용에는 이 "잠재성을 불어넣는 변이의 결과인 적어도 두 개의 변이가 필요하다고 제시한 추후의 데이터와 함께)까지 변이의 비율을 높이는 효과를 가지는 비 적응적인 "잠재성을 불어넣는" 변이가 아닐까 하고 설명했다. 더 일반적으로, 저자는 이 결과가 스티븐 제이 굴드의 말을 빌려 진화 과정에서 "역사적인 우발적 사고가 심오하고도 지속적인 영향을 가져올 수 있다"는 것을 가리키는 점을 이야기했다. 이와 관련하여, 렌스키의 실험에서 나타나는 진화현상은 gitA 유전자의 변이로 인한 Potentiation에 의해 가속됨과 다른 유전자의 Silencing도 밝혀지게 됨으로써 진화에 영향을 주는 요인들을 연구할 수 있는 기반이 되었다. 기존의 유전자의 Silencing과 같은 방식도 그중 하나에 속하며, 이런 방향도 다양성 증가라는 진화의 한 방식이므로, 이는 직접 관찰되는 진화의 사례라고 말할 수 있다.

#### 극히 일부의 잘못된 비방과 렌스키의 대응
일반적으로 과학에서 정의하는, 진화에 영향을 주는 유전정보, 즉 개체군에서의 유전자 다양성의 증가는 기능과는 아무 관련이 없으며, 매 세대마다 증가하는 것이라는 점은 잘 알려져 있다. 그런데 한 논문에서는 일반적인 과학계에서 사용하는 유전정보(개체군에서의 유전자 다양성)와는 다른 "새로운 기능을 가진 유전자의 형성"이라는 잘못된 "유전정보"의 정의를 사용하여, 이는 종분화가 아니라는 주장을 했다. 하지만 Van Hofwegen의 실험은 렌스키 본인의 실험과는 너무나 다른 인위적 선택을 기반으로 했다는 점과, 논문이 나온 4월부터 인용횟수가 0회(논문의견만 1회)인 수준으로 전혀 인지도 및 신뢰도도 없으며, 심지어는 렌스키 본인이 직접 나서서 반박한 상황이기도 하다. 앞에서 설명한 것처럼, 이 논문에서는 잘못된 "유전정보"의 정의를 사용하고 있으며 그런 점을 들어, 일반적으로 유전체(Genome)이 단지 "기능"을 암호화하는 것은 아니므로, Van Hofwegen의 주장은 문제가 있음을 렌스키는 지적했다.

### 12개 개체군의 세포의 크기 진화
이 모든 박테리아에서 일어난 또 다른 적응으로는 세포의 크기가 커지고 많은 환경에서 형태가 둥글게 변했다. 이 변화는 부분적으로 페니실린 결합 단백질을 위한 유전자의 발현이 변하는 변이의 결과인데, 이것은 변종 박테리아가 선조 박테리아보다 장기간 진화 실험에서 유리하도록 만든다. 그러나, 이 변이가 이러한 환경에는 적응도를 높이나, 박테리아의 삼투압 충격에 대한 민감도를 높이고 안정적인 환경에서 장기간 살아남는 능력을 줄이므로 이 적응의 표현형은 환경에 의존하게 된다.

## 같이 보기
- 실험 진화
- 진화
- 유전학

## 추가 자료
- 도킨스, 리차드 (2009). 〈Forty-Five Thousand Generations of Evolution in the Lab〉. 《지상 최대의 쇼》. New York: Free Press. 116–33쪽. ISBN 978-1-4165-9478-9.